# Herb Stęszewa
Herb Stęszewa – jeden z symboli miasta Stęszew i gminy Stęszew w postaci herbu.

## Wygląd i symbolika
Herb zawiera godła trzech ostatnich jego właścicieli: Wieniawa-Broniszów (głowa żubra na żółtym tle), Prus – książąt Jabłonowskich (krzyż trójramienny z kosą i połówką podkowy na czerwonym tle) i herb książąt Oranii pośrodku (lew w pozycji walczącej z mieczem w prawej i pękiem strzał w lewej łapie na niebieskim tle), zakończony koroną książęcą.